# فيكتوريا كاكوكتيننيك
فيكتوريا كاكوكتيننيك (بالإنجليزية: Victoria Kakuktinniq)‏ (مواليد 1989 -)؛ هي مصممة أزياء إنويتية كندية، تنحدر مِن نونافوت. تحت شعار Victoria's Arctic Fashion، تقوم فيكتوريا كاكوكتيننيك بخياطة عناصر الموضة المعاصرة مِن الإنويت يدويًا مثل السُترات وأحذية الشتاء وغيرها مِن المُستلزمات، تم وصف عملها على أنه تأثير كبير في الموضة المعاصرة للإنويت، وصفت فيكتوريا كاكوكتيننيك عملها على أنه وسيلة للحفاظ على المعرفة التقليدية للإنويت في الخياطة وإنتاج الملابس، والتي كانت تاريخياً جانباً مهماً من ثقافة الإنويت.
تعمل فيكتوريا كاكوكتيننيك في مزيج مِن المواد الحديثة والتقليدية، بما في ذلك الجلد وجلد الفقمة وفراء الثعلب، تشتمل ستراتُها على عناصر مِن ملابس الإنويت التقليدية، مستمدة بشكل خاص من معطف أموتي، وهو معطف نسائي بحافة منحنية وقلنسوة ضخمة، تشمل العناصر الحديثة سحابات غير متكافئة، وجلد مشدود، وحاجب الألوان.
بدأت فيكتوريا كاكوكتيننيك، وهي مِن رانكين إنلات، بتصميم السترات في عام 2012 بعد الانتهاء من برنامج Miqqut لمحو الأمية الثقافية من مجلس نونافوت لمحو الأمية (Ilitaqsiniq)، حيث يقوم شيوخ الإنويت بتعليم مهارات الخياطة للمشاركين الأصغر سنًا، تخرجت من برنامج تصميم الأزياء في MC College في وينيبيغ، مانيتوبا في عام 2013، بدأت في بيع التصميمات في المعارض التجارية واستخدام وسائل التواصل الاجتماعي، في عام 2015 حازت علامتها التجارية على لقب «أعمال العام» في معرض ومؤتمر نونافوت التجاري، فتحت أول متجر لها في إيكالويت عام 2017.
عرضت فيكتوريا كاكوكتيننيك تصاميم في العديد من عروض الأزياء في كندا والخارج، كان أول عرض رئيسي لها هو «ما ترتديه في الشتاء» في معرض وينيبيغ للفنون عام 2015، قدمت مجموعة ربيع/صيف، في أسبوع الموضة الدولي للسكان الأصليين، وهو حدث مميز في أسبوع الموضة في باريس عام 2019، تعاونت فيكتوريا كاكوكتيننيك مع مصممي الإنويت الآخرين الذين قدموا المجوهرات والإكسسوارات والأحذية لملابسها، في وقت لاحق مِن عام 2019 شاركت فيكتوريا كاكوكتيننيك في إنتاج Upingaksaaq Fashion Show في ايكالويت، والذي شارك فيه مصممو إنويت، في عام 2020، قدمت مجموعة خريف/شتاء في أسبوع الموضة في نيويورك.

## معرض الصور

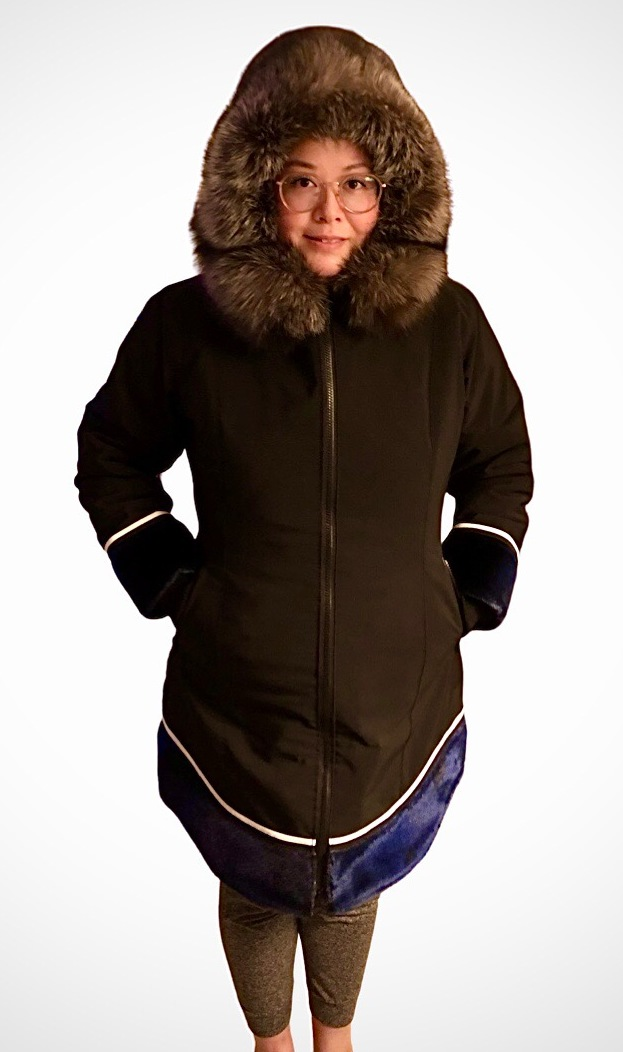
سترة نسائية عصرية مِن صُنع فيكتوريا كاكوكتيننيك، عام 2021، الجسم عبارة عن نسيج صناعي مقاوم للماء، مع تقليم مِن فرو الثعلب الفضي على غطاء المحرك وجلد الفقمة على الحافة والأصفاد، االحافة المنحنية نموذجية للأموتي التقليدي.